# Lac de Cambser
Le lac de Cambser est un lac situé dans le nord de l'Allemagne, dans le land de Mecklembourg-Poméranie-Occidentale et l'arrondissement du Mecklembourg-du-Nord-Ouest.

## Source
- (en) Cet article est partiellement ou en totalité issu de l’article de Wikipédia en anglais intitulé « Cambser See » (voir la liste des auteurs).